# Équipe du Mozambique de rink hockey
L'équipe du Mozambique de rink hockey est la sélection nationale qui représente le Mozambique en rink hockey.

## Équipe actuelle
Effectif pour le championnat du monde 2015
| Nom                     | Poste           | Club                            |
| ----------------------- | --------------- | ------------------------------- |
| Carlos Silva            | Gardien         | RHC Basel (D1 suisse)           |
| Arnaldo Queferoz        | Gardien         | GD Maputo                       |
| Bruno Pimentel          | Joueur de champ | GD Maputo                       |
| Nelson Miquissene       | Joueur de champ | GD Maputo                       |
| Nuno Araujo             | Joueur de champ | AD Valongo (D1 portugaise)      |
| Bruno Pinto             | Joueur de champ | CH Carvalhos (D1 portugaise)    |
| Spirus "Kiko" Esculudes | Joueur de champ | Estrela Vermelha                |
| Carlos "Fred" Saraiva   | Joueur de champ | AA Espinho (D2 portugaise)      |
| Mario Rodrigues         | Joueur de champ | RAC Saint-Brieuc (D1 française) |
| Ivan Esculudes          | Joueur de champ | Estrela Vermelha                |

Entraîneur :  Pedro Nunes